# Skrzyżowanie (film)
Skrzyżowanie (ang. Lost Junction) – amerykański melodramat z gatunku thriller z 2003 roku w reżyserii Petera Mastersona. Wyprodukowana przez wytwórnię Bigel / Mailer Films.
Premiera filmu miała miejsce 14 lutego 2003 roku w Stanach Zjednoczonych.

## Opis fabuły
Samochód Jimmy'ego (Billy Burke) psuje się na bocznej drodze. Pechowemu kierowcy pomoc oferuje nieznajoma, piękna Missy (Neve Campbell). Wkrótce nawiązują romans. Wtedy okazuje się, że kobieta ukrywa w samochodzie ciało męża. Wplątany w intrygę Jimmy musi uciekać z nową znajomą z miasta.

## Produkcja
Zdjęcia do filmu kręcono w Montrealu i Ormstown w Kanadzie.

## Obsada
Źródło: Filmweb
- Jake Busey jako Matt
- Neve Campbell jako Missy Lofton
- Billy Burke jako Jimmy McGee
- Dawn Ford jako Clara
- Michel Perron jako Shorty
- Amy Sloan jako Teller
- James Woods jako chłopak
- David Gow jako szeryf Frank
- Charles Edwin Powell jako porter
- Carlin Glynn jako kelnerka

i inni.